# جيف ريتشاردسون (لاعب كرة قاعدة أمريكي)
جيف ريتشاردسون (بالإنجليزية: Jeff Richardson) هو لاعب كرة قاعدة أمريكي، ولد في 26 أغسطس 1965 في غراند إيسلاند في الولايات المتحدة.